# 이화작용

호흡 기질에 따른 이화작용의 경로

이화작용(異化作用, 영어: catabolism)은 분자를 더 작은 단위로 분해하여 에너지를 방출하거나 다른 동화 반응에 에너지를 사용하는 일련의 대사 경로이다. 분해대사(分解代謝)라고도 한다. 이화작용은 다당류, 지질, 단백질, 핵산과 같은 큰 분자를 단당류, 지방산, 아미노산, 뉴클레오타이드와 같은 작은 단위로 분해한다. 이화작용은 물질대사의 분해 과정이며, 동화작용은 물질대사의 합성 과정이다.
세포는 새로운 중합체 분자를 합성하거나 단위체를 더 단순한 노폐물로 분해하면서 에너지를 방출하기 위해 중합체를 분해하여 얻은 단위체를 사용한다. 세포의 노폐물에는 젖산, 아세트산, 이산화 탄소, 암모니아, 요소 등이 있다. 이러한 분해 과정은 일반적으로 화학적인 자유 에너지를 방출하는 산화 반응이며, 방출된 에너지의 일부는 열로 소실되지만 나머지는 아데노신 삼인산(ATP)를 합성하는 데 사용된다. 세포에서 ATP는 이화작용에서 방출된 에너지를 동화작용처럼 에너지를 필요로 하는 반응에 전달하는 데 사용된다.
이화작용은 파괴적인 물질대사이고, 동화작용은 건설적인 물질대사이다. 따라서 이화작용은 세포의 유지 및 생장에 필요한 화학 에너지를 제공한다. 이화작용의 예로는 해당과정, 시트르산 회로, 포도당신생합성의 기질로 아미노산을 사용하기 위한 근육 단백질의 분해, 지방 조직에서 지방의 지방산으로의 분해, 모노아민 산화효소에 의한 신경전달물질의 산화적 탈아미노화 등이 있다.

## 이화 호르몬
이화작용을 제어하는 많은 신호들이 존재한다. 알려진 신호의 대부분은 호르몬들과 대사 과정 자체에 관련된 분자들이다. 내분비학자들은 물질대사의 어느 부분을 자극하는가에 따라 동화작용에 관여하는 호르몬, 이화작용에 관여하는 호르몬으로 분류해왔다. 20세기 초반 이래로 알려져 있는 소위 고전적인 이화작용에 관여하는 호르몬들은 코르티솔, 글루카곤, 에피네프린 및 기타 카테콜아민들이다. 최근 수십 년간 사이토카인, 오렉신(하이포크레틴으로도 알려짐), 멜라토닌을 포함하여 적어도 일부 이화작용의 효과를 가진 많은 호르몬들이 발견되었다.

## 어원
이화작용(catabolism)이라는 용어는 "아래쪽으로(downward)"라는 의미의 그리스어 "κάτω (kato)"와 "던지다(to throw)"라는 의미의 그리스어 "βάλλειν (ballein)"로부터 유래하였다.

## 같이 보기
- 동화작용
- 가수분해
- 가인산분해
- 오토파지
- 탈수 반응
- 근육감소증